# Lampides manias
Lampides manias är en fjärilsart som beskrevs av Hans Fruhstorfer 1916. Lampides manias ingår i släktet Lampides och familjen juvelvingar. Inga underarter finns listade i Catalogue of Life.